# کاردناس، کوبا
کاردناس (به اسپانیایی: Cárdenas) شهری در کوبا است که در استان ماتانزاس واقع شده‌است. کاردناس ۵۷۷٫۸۸ کیلومتر مربع مساحت و ۱۳۶٬۷۲۲ نفر جمعیت دارد و ۱۰ متر بالاتر از سطح دریا واقع شده‌است.

## افراد سرشناس
- ارنست سوسا (زاده ۱۹۴۰)، فیلسوف
- دنل لیوا قهرمان ژیمناستیک کوبایی آمریکایی
- الیان گونزالس (زاده ۱۹۹۳)، کودکی اهل کوبا که در جریان مهاجرت به آمریکا در سال ۲۰۰۰، در مرکز مناقشات دولت‌های ایالات متحده آمریکا و کوبا قرار گرفت.

## نگارخانه

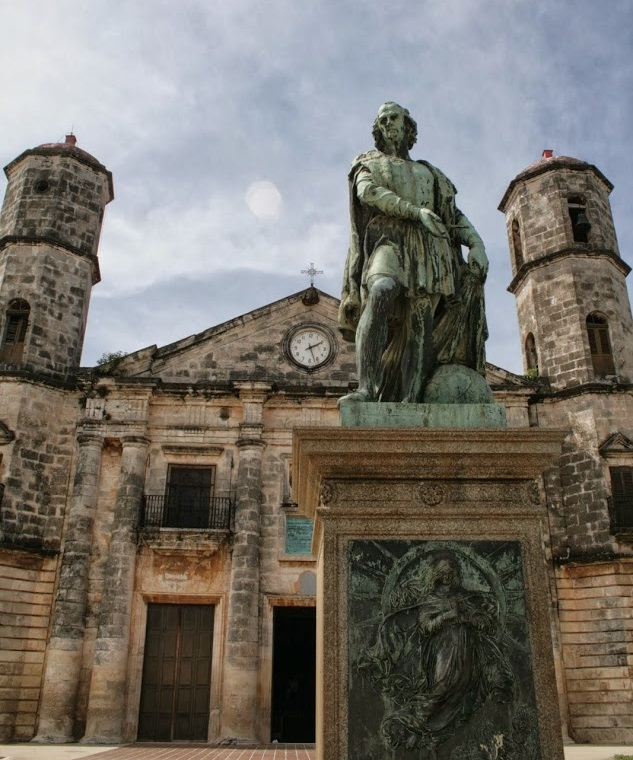
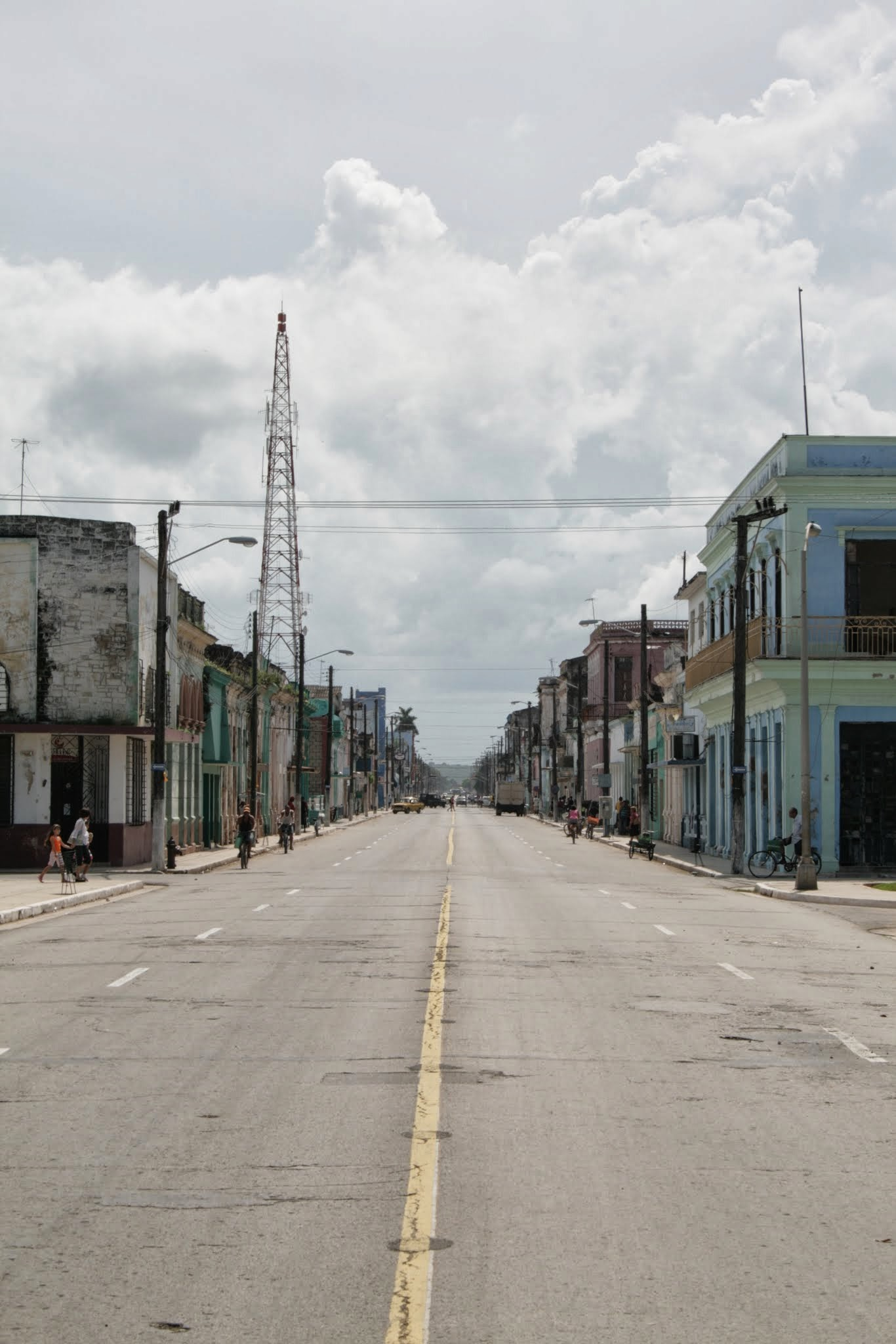
خیابان اصلی کاردناس
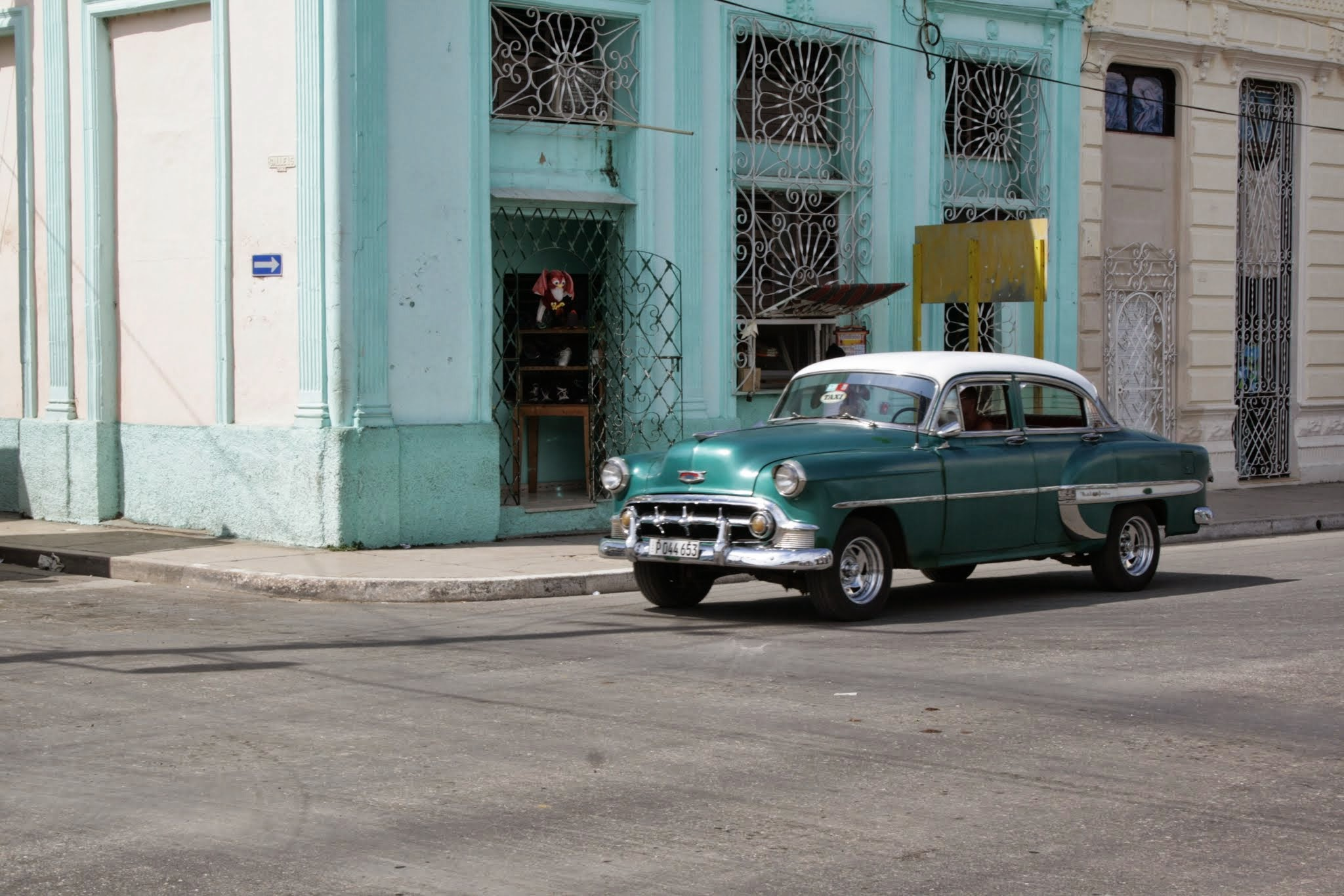
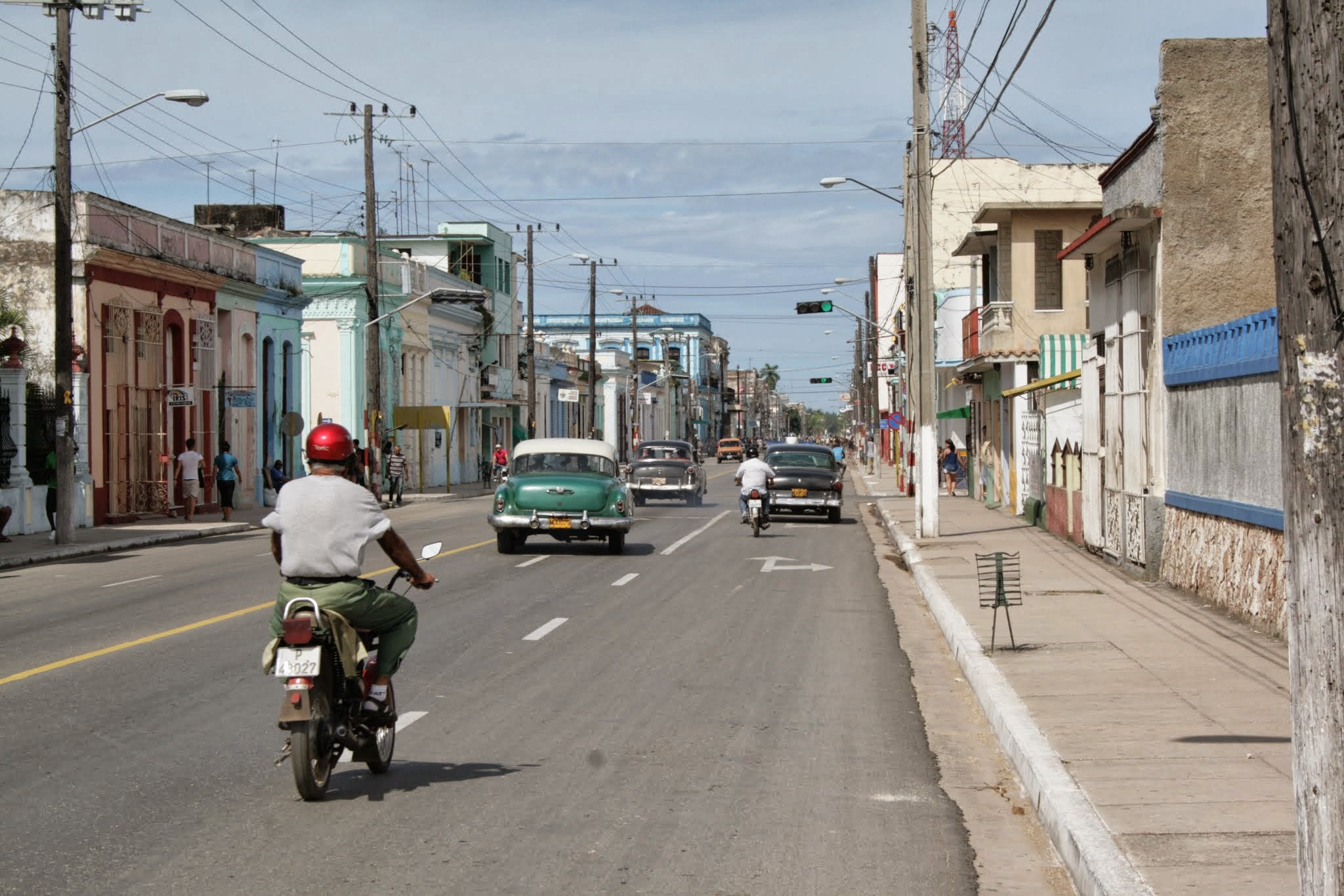
خیابانی در کاردناس
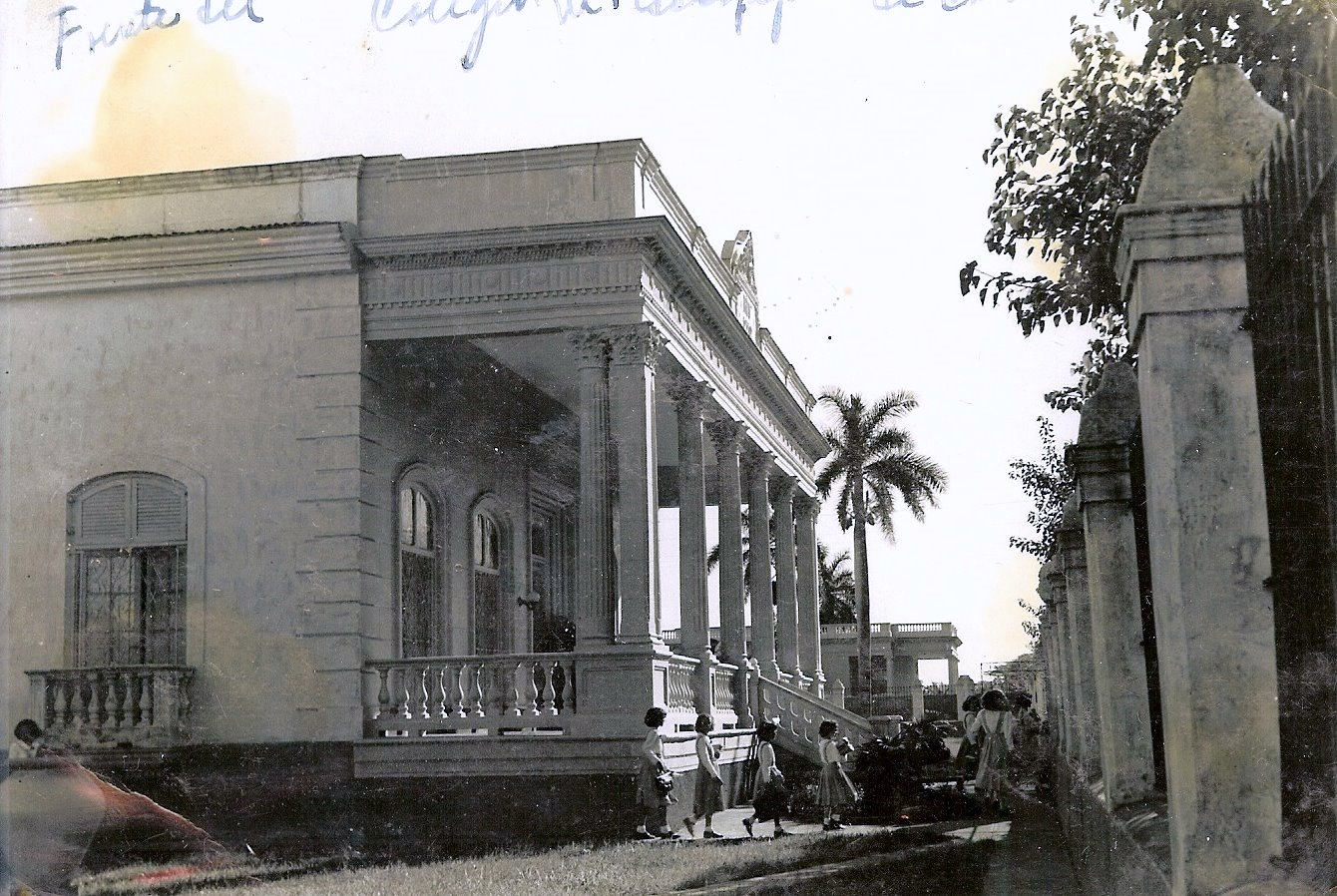